# Посёлок станции Бармино
Бармино — посёлок станции в Шатурском муниципальном районе Московской области. Входит в состав Дмитровского сельского поселения. Население — 5 чел. (2010).

## Расположение
Посёлок станции Бармино расположен в юго-западной части Шатурского района, расстояние по автодорогам до МКАД порядка 136 км, до райцентра — 57 км, до центра поселения — 14 км. Ближайшие населённые пункты — деревня Бармино к юго-западу и село Середниково к юго-востоку, где расположена автобусная остановка.
Высота над уровнем моря 145 м.

## Название
Станция названа по деревне Бармино, расположенной к юго-западу от посёлка.

## История
Станция Бармино открыта в 1944 году на участке железнодорожной ветки Кривандино-Рязановка.
В советское время деревня входила в Середниковский сельсовет, позднее, до 2005 года — в Середниковский сельский округ.
В 2009 году станция закрыта.

## Население
| 1970 | 1993 | 2002 | 2006 | 2010 |
| ---- | ---- | ---- | ---- | ---- |
| 17   | ↘9   | ↘3   | ↗6   | ↘5   |

По результатам переписи населения 2010 года в посёлке проживало 5 человек (1 муж., 4 жен.).

## Галерея

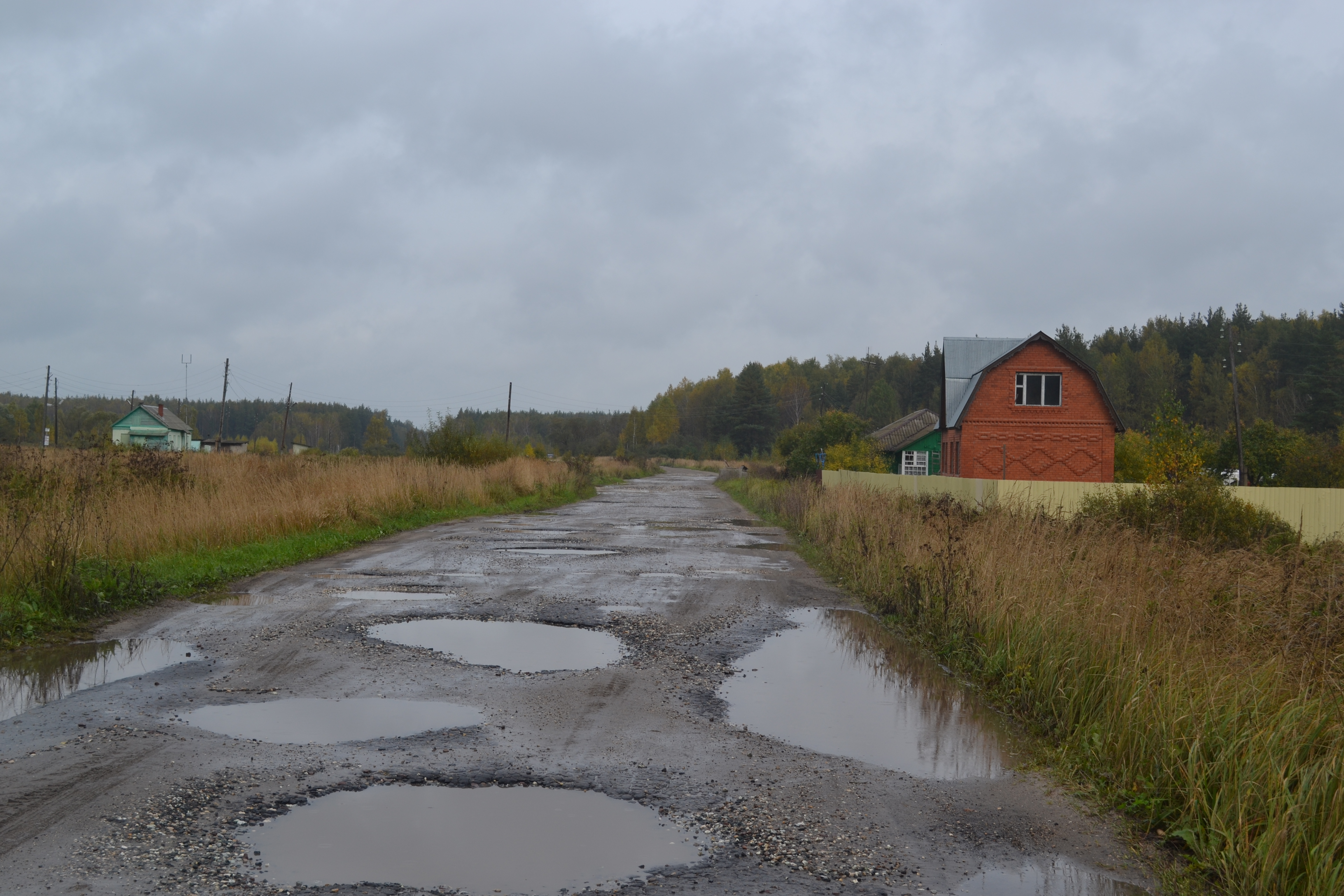
Въезд в посёлок
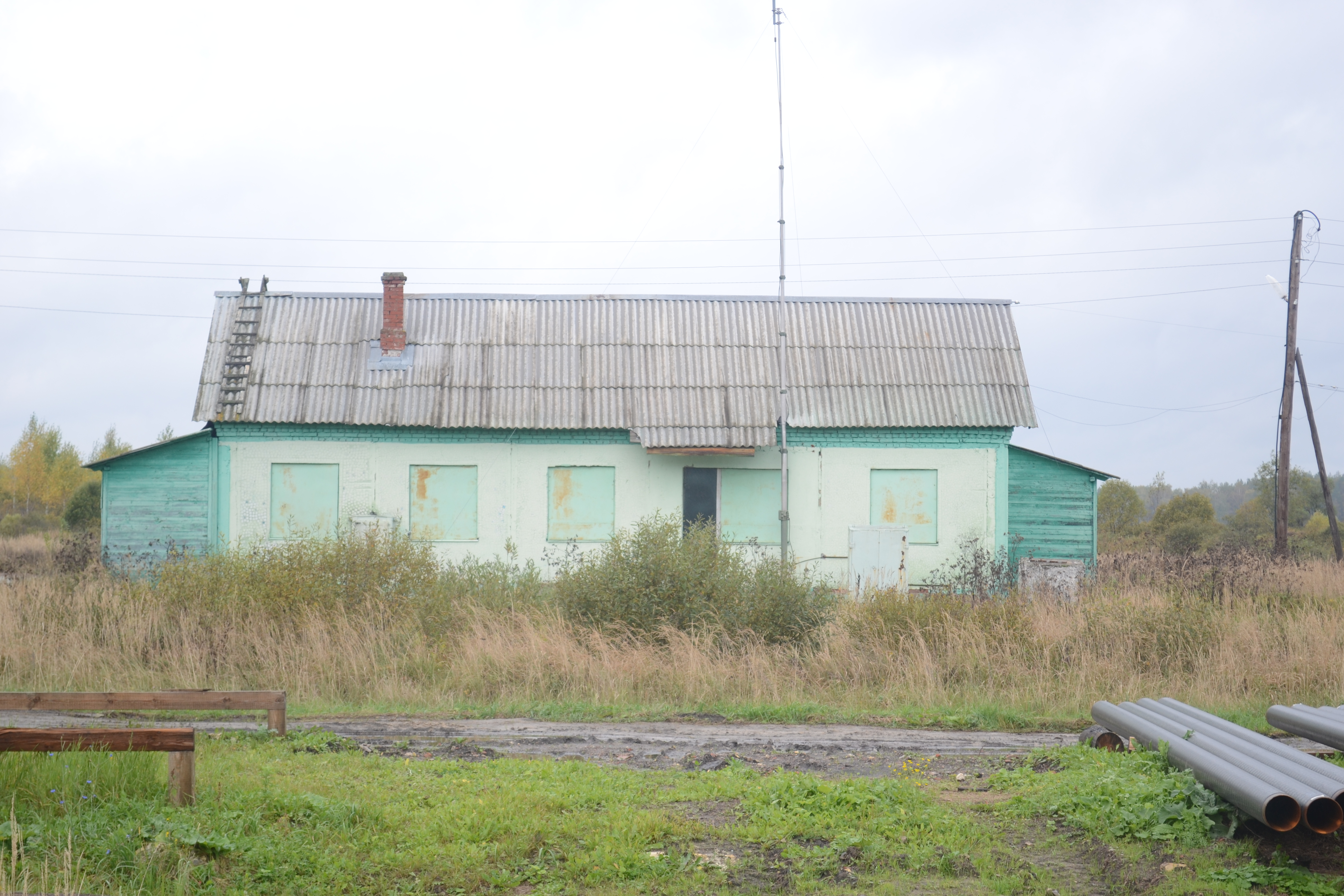
Станция Бармино